# K005
簡単ケータイ K005（かんたんけーたい けーぜろぜろご）は、京セラが日本国内向けに開発した、auブランドを展開するKDDIおよび沖縄セルラー電話のCDMA 1X WIN対応携帯電話である。製造型番はKY005（けーわい ぜろぜろご）。

## 概要
携帯初心者から高齢者までの幅広いユーザー層を対象にした音声用端末であるK004の後継機種。簡単ケータイシリーズとしてはこの機種よりIPX5/IPX7相当の防水機能に対応。また、同キャリア向けの携帯電話としては初めて防塵機能にも対応している。

## 沿革
- 2010年5月17日 - KDDI、および京セラより公式発表。
- 2010年6月25日 - 北海道・東北・中部・北陸・関西・四国地区にて発売。
- 2010年6月26日 - 上記以外の残りの地区にて発売。
- 2012年6月 - 販売終了。

## 対応サービス
- すぐ文字®
- ラッピングメール
- エモーションメール®
- 漢字チェック
- ワンタッチ文字サイズ切替
- 長持ちモード
- とじるとロック
- 遠隔ロック
- 遠隔マナー解除
- 自動マナー
- ICレコーダー
- カウントダウンタイマー
- グラフィックメモ

| 主な対応サービス                                                                        | 主な対応サービス                                        | 主な対応サービス                          | 主な対応サービス                                     |
| --------------------------------------------------------------------------------------- | ------------------------------------------------------- | ----------------------------------------- | ---------------------------------------------------- |
| LISMO! (着うたフル) (着うたフルプラス) (LISMOビデオクリップ) (LISMO Video) (LISMO Book) | 着うた／着うたミニ (ハイクオリティステレオ(HE-AAC)対応) | EZケータイアレンジ ティーンズモード       | Bluetooth                                            |
| EZチャンネルプラス                                                                      | EZニュースフラッシュ EZニュースEX （EZweb版のみ対応）   | Touch Message                             | EZFeliCa                                             |
| PCサイトビューア                                                                        | じぶん銀行アプリ                                        | EZアプリ(BREW)                            | オープンアプリプレイヤー                             |
| ケータイ de PCメール                                                                    | デコレーションメール                                    | デコレーションアニメ                      | au one メール                                        |
| EZナビウォーク                                                                          | EZ助手席ナビ                                            | 安心ナビ                                  | 災害時ナビ                                           |
| 移動経路通知                                                                            | 居場所通知 フェイク着信                                 | グローバルパスポート （レンタルサービス） | au Smart Sports （Karada Manager） (Run&Walk) (Golf) |
| Wi-Fi WIN (無線LAN) auフェムトセル                                                      | 赤外線通信 (IrDA)                                       | au BOX                                    | PCドキュメントビューアー                             |

など

## 注
1. ↑  最厚部20mm